# Ruine Sigmundsburg
Die Schlossruine Sigmundsburg (bisweilen auch Sigmundsberg genannt) steht – von Wald völlig verdeckt – auf einer Insel im Fernsteinsee. Das Gebiet gehört zur Gemeinde Nassereith im Bezirk Imst in Tirol.

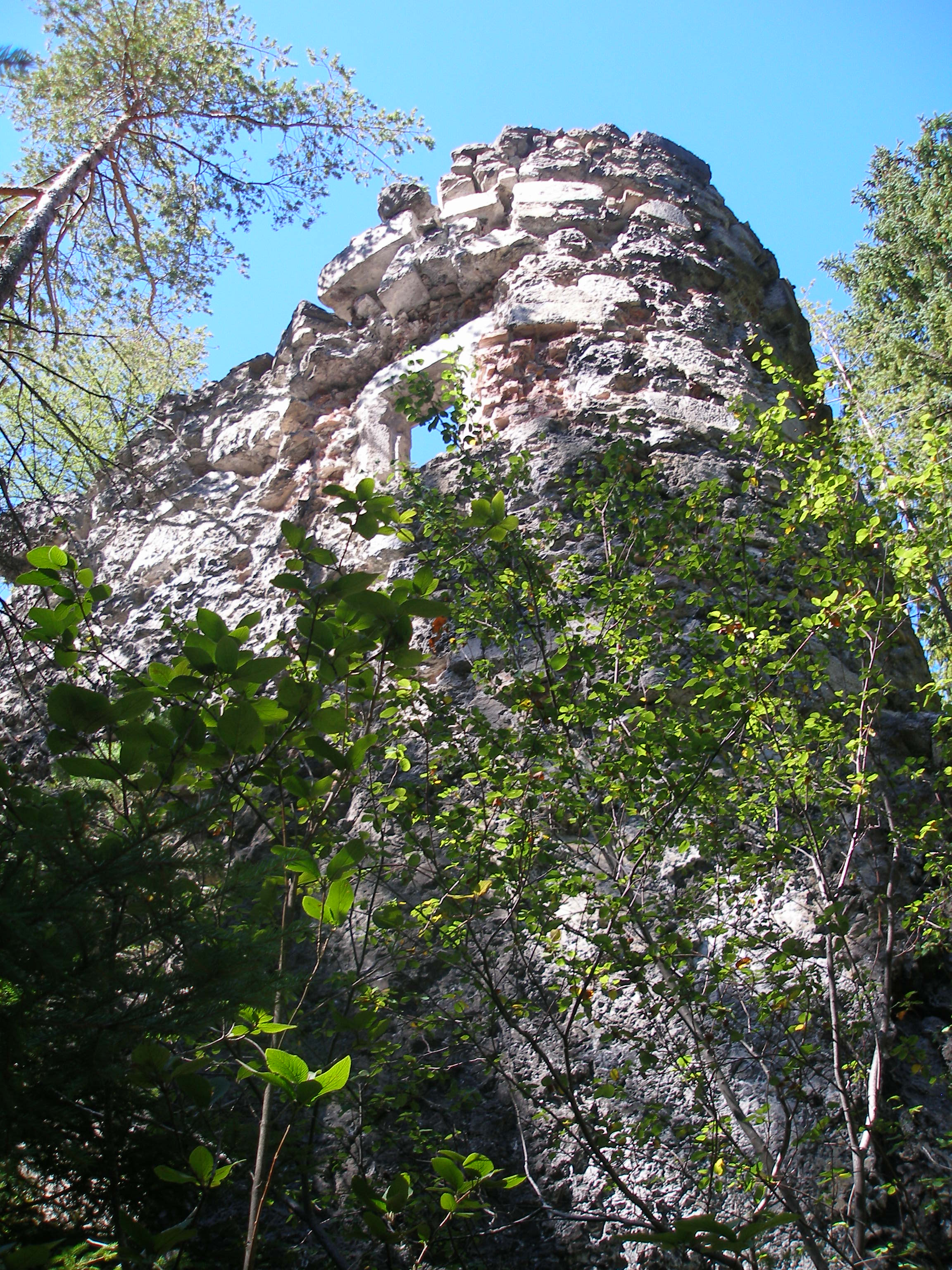
Außenansicht der Ruine eines angebauten Eckturms

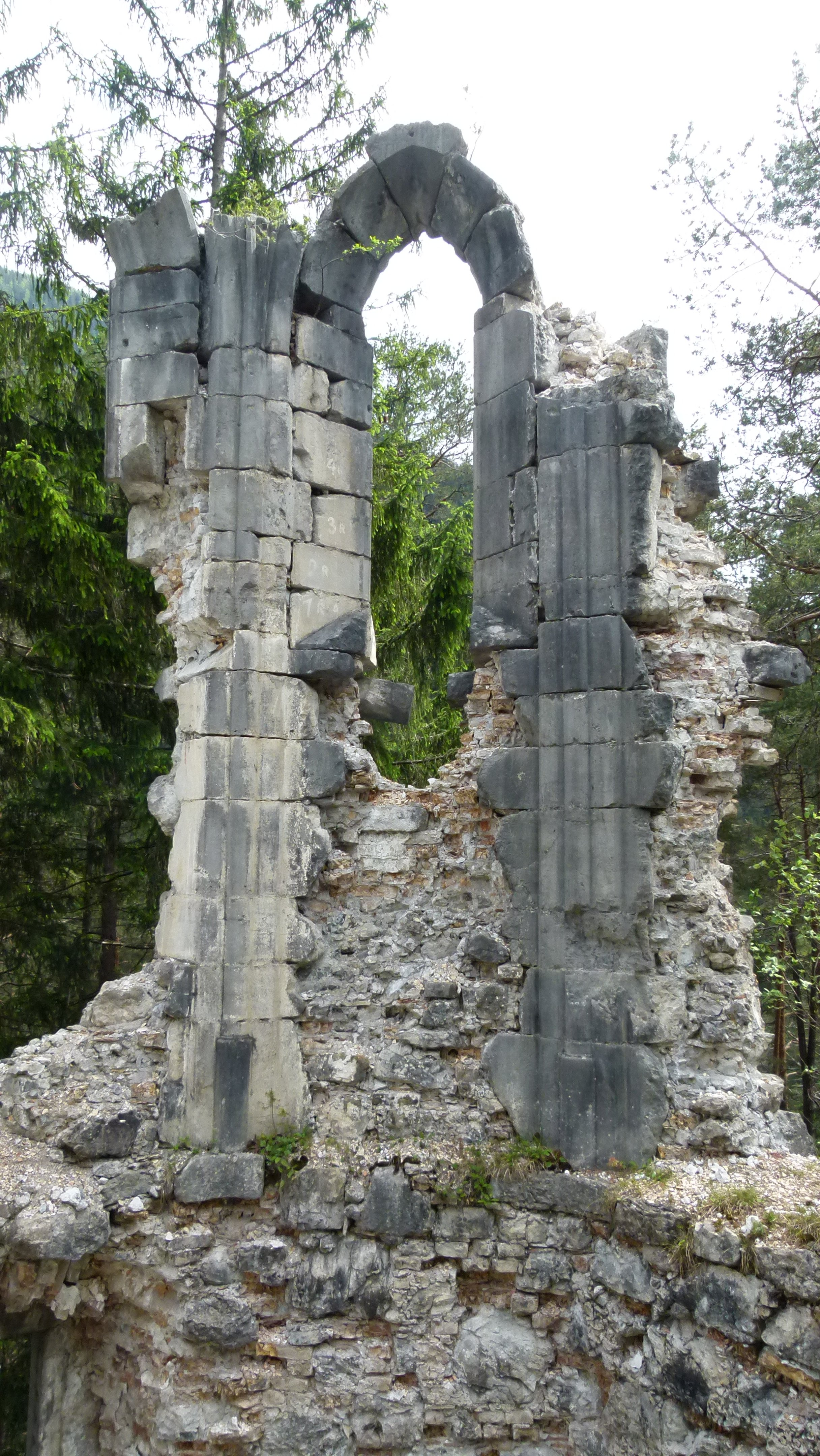
Gotisches Fenster der Kapelle, 2012

## Geschichte
Das Schloss Sigmundsburg ließ Herzog Sigmund der Münzreiche errichten. Es war eine „Hommage“ (Arnold-Öttl) an seine erste Frau, die schottische Königstochter Eleonore, die er 1449 geheiratet hatte. Nach der Fertigstellung des Schlosses, 1463, nahm Eleonore ihren Aufenthalt im Schloss, das sie der „vor Gästen wimmelnden Hofburg“ in Innsbruck vorzog. Der Herzog wird es wohl bei Jagdgesellschaften in dem wildreichen Gebiet benutzt haben. Vergnügen fand man auch beim Fischen auf dem forellenreichen See, wozu es vier Boote gab. Das abgelegene Schloss diente aber auch gelegentlich als Zufluchtsort, 1463/65 vor einer grassierenden Seuche und 1478 vor den Türken. 
Baurechnungen beweisen, dass zu Lebzeiten Sigmunds immer wieder am Schloss gearbeitet wurde, aber ganz vollendet wurde es nie. Von der Kapelle, die 1471 sogar einen Ablass erhalten hat, heißt es 1574, dass „das Kirchlein ganz leer und nie ausgebaut worden“ sei.
Nachdem Sigmund 1490 auf massives Drängen der Tiroler Stände hin die Regierungsangelegenheiten an König Maximilian I. übergeben musste, dürfte er bis zu seinem Tod Sigmundsburg öfters als Aufenthaltsort gewählt haben. Auch Maximilian schätzte noch die günstige Herberge bei seinen Jagden im Außerfern. Danach verlor das Schloss seine Funktion und sah seinem Verfall entgegen. 1703 heißt es „ist nun öd“ und 1775, „das eingefallene Schloß Sigmundsburg sei viel mehr für einen Steinhaufen als für eine Wohnung zuhalten“.
Im 19. Jahrhundert zeigte König Maximilian II. von Bayern Interesse an der  Schlossruine. Aber die Pläne zu einem Wiederaufbau bzw. Umbau kamen nicht zur Ausführung. Sein Sohn Ludwig II. ist ebenfalls hierher gekommen und ließ sich 1872 in Fernstein ein rotes und blaues Zimmer als Geheimquartier einrichten. 

## Bau
Die Sigmundsburg hatte nie eine besondere militärische Funktion, dazu diente eher die Wehranlage und Klause Fernstein an der mittelalterlichen Straße über den Fernpass. Deshalb fehlen die charakteristischen Merkmale einer Burg. Das Schloss auf dem Inselberg bestand aus einem annähernd quadratischen Bau mit Türmen an jeder Ecke und einer zweigeschoßigen Kapelle im Osten. Das Innere teilt eine Mittelwand, auf der ein steiles Walmdach ruhte. Steinmetzzeichen an den Werksteinen der Kapelle und den Fenstern werden der Bauhütte von Meister Heinrich aus Imst zugeordnet. 1952 wurde mit Sicherungsarbeiten in der Kapelle begonnen, aber nicht weitergeführt. Eine Abbildung im Tiroler Burgenbuch von 1986 zeigt noch die Bögen von zwei gotischen Fenstern. 2012 war es nur noch einer. 
Schloss Sigmundsburg ist in Tirol ein „Sonderfall“ (Arnold-Öttl). Die Konzeption des Baues könnten die Loire-Schlösser beeinflusst haben. Dort hat Sigmunds erste Frau Eleonore vor ihrer Heirat gelebt und auch Sigmund hat diese Schlösser gesehen.